# Harry Farnall
Harry Warner Farnall (18 de diciembre de 1838 - 5 de junio de 1891) fue un político neozelandés, agente de emigración y reformador laboral. Fue miembro del Parlamento de Auckland. 
Nació en Burley Park, Hampshire, Inglaterra, el 18 de diciembre de 1838.  
Representó a la División Norte de 1869 a 1870, y luego a Rodney de 1871 a 1872, cuando renunció.
Farnall se presentó a las elecciones parciales de Waitemata de 1886 y fue derrotado por Richard Monk. Disputó en las elecciones de 1890 para la alcaldía de Auckland. De siete candidatos, quedó último.
| Parlamento de Nueva Zelanda | Parlamento de Nueva Zelanda | Parlamento de Nueva Zelanda | Parlamento de Nueva Zelanda |
| --------------------------- | --------------------------- | --------------------------- | --------------------------- |
| Años                        | Mandato                     | Electorado                  | Partido                     |
| 1869 -1870                  | 4º                          | División Norte              | Independiente               |
| 1871 - 1872                 | 5º                          | Rodney                      | Independiente               |